# Titanosticta
Titanosticta is een geslacht van libellen (Odonata) uit de familie van de Isostictidae.

## Soorten
Titanosticta omvat 1 soort:
- Titanosticta macrogaster Donnelly, 1993